# Saint-Jean-Est
ne doit pas être confondu avec la circonscription fédérale St. John's-Est de Terre-Neuve-et-Labrador
Circonscription électorale provinciale du Canada
Saint-Jean-Est ((en) Saint John East) est une circonscription électorale provinciale du Nouveau-Brunswick représentée à l'Assemblée législative depuis 1974.

## Géographie
La circonscription comprend :
- l'est de la ville de Saint-Jean.

## Liste des députés
| Législature                                            | Années        | Député          | Député             | Parti                     |
| ------------------------------------------------------ | ------------- | --------------- | ------------------ | ------------------------- |
| Est Saint-Jean Circonscription issue de Saint John Est |               |                 |                    |                           |
| 48e                                                    | 1974-1978     |                 | Gerald Merrithew   | Progressiste-conservateur |
| 49e                                                    | 1978-1982     |                 | Gerald Merrithew   | Progressiste-conservateur |
| 50e                                                    | 1982-1984     |                 | Gerald Merrithew   | Progressiste-conservateur |
| 50e                                                    | 1984-1987     |                 | Peter Trites       | Néo-démocrate             |
| 51e                                                    | 1987-1991     |                 | Peter Trites       | Libéral                   |
| 52e                                                    | 1991-1995     | Georges Jenkins |                    | Libéral                   |
| Saint-Jean-Champlain                                   |               |                 |                    |                           |
| 53e                                                    | 1995-1999     |                 | Roly MacIntyre     | Libéral                   |
| 54e                                                    | 1999-2003     |                 | Carole Keddy       | Progressiste-conservateur |
| 55e                                                    | 2003-2006     |                 | Roly MacIntyre (2) | Libéral                   |
| 56e                                                    | 2006-2010     |                 | Roly MacIntyre (2) | Libéral                   |
| Saint-Jean-Est                                         |               |                 |                    |                           |
| 57e                                                    | 2010-2014     |                 | Glenn Tait         | Progressiste-conservateur |
| 58e                                                    | 2014-2014     |                 | Gary Keating       | Libéral                   |
| 58e                                                    | 2014-2018     |                 | Glen Savoie        | Progressiste-conservateur |
| 59e                                                    | 2018-2020     |                 | Glen Savoie        | Progressiste-conservateur |
| 60e                                                    | 2020-2024     |                 | Glen Savoie        | Progressiste-conservateur |
| 61e                                                    | 2024-en cours |                 | Glen Savoie        | Progressiste-conservateur |